# Køge By 1921-1928
Køge By 1921-1928 er en dansk dokumentarfilm fra 1928. Nogle af optagelserne fra denne film kan også ses i filmen Kan De huske? Køge gennem 25 Aar.

## Handling
Der er marked i Køge. Landboerne fra hele omegnen valfarter til Køge Torv. Torvekonen med brillerne sælger røgede sild for 8 øre stykket eller 3 for 25. Et udpluk af byens butikker præsenteres, blandt andet Axel Kiels sengeudstyr, H. Langkildes herreekviperingsbutik og Johan Fursøes vinhandel. Et optog gennem byen reklamerer for Rundstykke-Bal. Den første stabelafløbning på Kjøge Værft 26. juli 1921 - S/S Nerma sættes i vandet under stor festivitas. Idrætsforeningens jubilæumsfest 24. juli 1921. Urmager Aarsøe overrækker pokalen til vinderne af stafetløbet. Fodboldkamp mellem Køge Boldklub og B1903. Optagelse af spejderpiger og nogle af byens ældste borgere. Sommerfest i Køge 4.-5. august 1928 med stort festoptog.